# Деньо, Лоран
Лоран Деньо (фр. Laurent Daignault; род. 30 октября 1968 года в Монреале, провинция Квебек) — канадский конькобежец, специализирующаяся в шорт-треке. Серебряный призёр в Альбервилле 1992 года. 2-хкратный серебряный призёр чемпионатов мира. Есть старший брат Мишель Деньо, также член национальной команды по шорт-треку.

## Биография
Лоран Деньо начал кататься на коньках в возрасте 8-ми лет. Впервые себя зарекомендовал в 1987 году на зимних играх Канады, когда в эстафете с партнёрами выиграл золото. Лоран попал в национальную сборную Канады в 1988 году. На своём дебютном чемпионате мира в Солихалле в 1989 году стал вторым в эстафете, а в общем зачёте занял 27 место. На следующий год в Амстердаме он вновь поднялся на вторую ступеньку пьедестала, завоевав серебро мирового чемпионата. С 1990 года Лоран занимался дизайном коньков. В 1991 году на первом чемпионате мира среди команд в Сеуле вместе с Фредериком Блэкберном, Марком Лэки и Дерриком Кэмпбеллом выиграл бронзу в команде. На Олимпийских играх в Альбервилле Лоран участвовал только в эстафете, но в полуфинале получил травму, поэтому в финале его заменил Марк Лэки. За первое место боролись сборная Кореи и Канады. 
Его брат Мишель Деньо вёл команду к первому месту, но на последнем повороте корейский спортсмен Ким Ги Хун обошёл по внутренней бровке круга его и вывел на первое место сб. Корею. Канада осталась второй. Лорану после Олимпиады медаль не вручили из-за его отсутствия в финале, но позже в 1994 году всё-таки вернули серебряную медаль. 

## Тренерская работа
После ухода из спорта с 1995 по 2002 год Лоран тренировал национальную сборную по шорт-треку. Был личным тренером  Жан-Франсуа Монетт и Франсуа-Луи Трамбле. Он также служил техником оборудования на Олимпийских играх в Турине. С Олимпийских игр в Ванкувере в 2010 году до марта 2012 года работал техником по оборудованию в национальных командах по шорт-треку. После вернулся к тренерской деятельности в мужских сборных Канады. Вместе с Дерриком Кэмпбеллом с 2013 года тренировал 11 конькобежцев среди мужчин. В 2012 году семья Деньо получила семейную премию SSC Gagné Family за выдающийся вклад в конькобежный спорт Канады.